# Fortunatianus van Aquileia
Fortunatianus van Aquileia was een christelijk auteur en bisschop uit de 4e eeuw. Zijn Latijnse evangeliecommentaar werd 1500 jaar lang verloren gewaand, maar is begin 21e eeuw teruggevonden in een manuscript uit Keulen.

## Leven
Volgens Hiëronymus was Fortunatianus afkomstig uit Afrika. In 343 nam hij als bisschop van het Noord-Italiaanse Aquileia deel aan het concilie van Sardica, waar het arianisme werd veroordeeld, en het primaat van Rome verkondigd werd. Ter bevestiging van de goede verhoudingen, ontving Forunatianus de anti-ariaan Athanasius van Alexandrië in Aquileia.
Constantius II was echter voorstander van de Arianische leer, en toen hij verlost was van zijn broers en alleen keizer werd, keerde de wind voor de anti-Arianisten: In 355, de tijd van het concilie van Milaan, stuurde Constantinus II aan op een veroordeling van Athanasius, en dwong Fortunatianus, onder dreiging van verbanning, de veroordeling mede te ondertekenen.
Eveneens onder keizerlijke druk hielp Fortunatianus mee de verbannen paus Liberius te overtuigen om het ariaanse credo van Sirmium te onderschrijven (357).
Fortunatianus stierf in 369.

## Werk
Fortunatianus schreef een evangeliecommentaar die door Hiëronymus als "een parel" geprezen werd. Uit deze Commentarii in evangelia waren aanvankelijk slechts drie korte passages in handschriften uit de karolingische periode bekend. In 2912 ontdekte Dorfbauer echter in de kathedraalbibliotheek van Keulen het bijna volledige werk in een 9e-eeuws manuscript. Niet alleen is het de oudste overgeleverde Latijnse commentaar, het bevat ook een evangelievertaling die ouder is dan de vulgaat.
Fortunatianus stond regelmatig allegorische verklaringen van bijbelpassages voor, zoals gebruikelijk was in zijn tijd.

## Uitgave
- Lukas J. Dorfbauer (red.), Fortunatianus Aquileiensis. Commentarii in evangelia, Berlijn, 2017

## Voetnoten
1. ↑  De viris illustribus, 97
2. ↑  Epistulae, 10, 3
3. ↑  MS Köln, Erzbischöfliche Diözesan- und Dombibl. 17 (s. IX1/3)
4. ↑  Evangelienkommentar des Bischofs Fortunatian von Aquileia (Mitte 4)

- Bibliothèque nationale de France: cb17162516s (data)
- CiNii: DA18828888
- Gemeinsame Normdatei: 102393672
- International Standard Name Identifier: 0000 0000 7979 5950
- Library of Congress Control Number: no2017077314
- Nationale Bibliotheek van Israël: 987007383390605171
- Réseau des bibliothèques de Suisse occidentale: 02-A000064463
- Système universitaire de documentation: 134951069
- Virtual International Authority File: 89672085
- WorldCat: E39PCjKcwGKVJYg9WfJMqdFCXq